# Antonio Panzeri
 (décembre 2022).
Si vous disposez d'ouvrages ou d'articles de référence ou si vous connaissez des sites web de qualité traitant du thème abordé ici, merci de compléter l'article en donnant les références utiles à sa vérifiabilité et en les liant à la section « Notes et références ».
En pratique : Quelles sources sont attendues ? Comment ajouter mes sources ?
Pour les articles homonymes, voir Panzeri.
Antonio Panzeri, né Pierantonio le 6 juin 1955 à Riviera d'Adda (it), est un homme politique italien, membre du parti Articolo Uno (« Article 1er »). Il est député européen de 2004 jusqu'en 2019. En 2022, il est inculpé pour « appartenance à une organisation criminelle », « blanchiment d'argent » et « corruption » puis écroué, dans le cadre du scandale de corruption par le Qatar au Parlement européen.

## Biographie
Il est secrétaire général de la Chambre du travail métropolitaine de Milan (de 1995 à 2003), responsable des politiques pour l'Europe (2003-2004) et membre de la direction nationale de Démocrates de gauche (DS).
Du 20 juillet 2004 au 13 juillet 2009, il est membre du groupe socialiste, puis adhère au groupe de l'Alliance progressiste des socialistes et des démocrates jusqu'au 30 juin 2014.
Élu d'Uniti nell'Ulivo, jusqu'en 2005, il fait partie des Démocrates de gauche de 2005 à 2007, pour devenir ensuite membre du Parti démocrate (PD) en 2007.
Il est réélu député européen d'Italie de la 8e législature le 25 mai 2014. Il devient alors membre de la Commission des affaires étrangères et est élu président de la Sous-commission droits de l'homme en 2017.
Il fonde en 2019 l’ONG Fight Impunity, qui vise à « promouvoir la lutte contre l'impunité en cas de violations graves des droits de l'homme et de crimes contre l'humanité », dont il est président,.

## Qatargate
Le 9 décembre 2022, il est interpellé à Bruxelles par la police belge dans le cadre d'une enquête pour corruption au profit du Qatar menée par l'Office central pour la répression de la corruption,,. Lors des perquisitions effectuées, plus d'un demi-million d'euros en espèces ont été découverts au domicile bruxellois de Panzeri. Un mandat d'arrêt européen est exécuté le même jour dans la région de Bergame contre l'épouse et la fille d'Antonio Panzeri.
L’ONG Fight Impunity est également perquisitionnée le 9 décembre 2022.

Pour Libération, Antonio Panzeri présentait un profil idéal : 
« ancien leader syndical formé dans les rangs du Parti communiste italien, eurodéputé de gauche pour trois mandats consécutifs et militant des droits de l'homme : le Qatar pouvait difficilement trouver un candidat avec une meilleure couverture pour tenter d’infiltrer, ou tout du moins d’influencer, les institutions européennes. »
Par la suite, l’ONG Fight Impunity est soupçonnée d'avoir « probablement joué le rôle de caisse enregistreuse des magouilles de nombreux suspects dans cette affaire. »
Le 17 janvier 2023, il accepte de collaborer avec la justice, en échange d'une peine de prison ferme n'excédant pas un an.